# Starověké dějiny Jemenu

Mapa Jemenu 100 let před naším letopočtem.

Starověké dějiny Jemenu představují historii jedné z nejstarších civilizací na Blízkém východě. Oblast dnešního Jemenu na jihu Arabského poloostrova představuje úrodnou zemi s dostatkem srážek, což umožnilo jeho osídlení a vývoj prosperující civilizace; řecký geograf Klaudios Ptolemaios Jemen označil názvem Eudaimón Arabia (do latiny překládané jako Arabia Felix) – Šťastná Arábie. Mezi 8. a 6. stoletím před naším letopočtem se v Jemenu rozkládalo šest vzájemně znepřátelených království – Ma'ín, Kabatán, Hadramaut, Ausán, Sába a Himjari –, které ovládaly obchodní trasy s kořením. V jižní Arábii si rovněž udržovala pozice etiopská Aksumská říše, která se v Jemenu udržela prakticky až do vzestupu islámu. V roce 630 do Jemenu pronikli muslimští Arabové a jižní Arábie se stala součástí jednotného muslimského státu.

## Předdějinný Katan (23.–8. století)
2300 let před naším letopočtem byla jižní Arábie pod nadvládou semitského kmene Katan. Katanové začali s budováním jednoduchých hrází a kanálů v oblasti Maribu v saharské poušti; tato oblast byla později zaplavena se stavbou Maribské přehrady. Podél pobřeží Tihamy se začalo dařit obchodu díky obchodním trasám do Středomoří. S vyspělostí jihoarabské kultury se objevila i vrstva vysokých kněží, nazývaných Mukkaribové, kteří pocházeli z řad kmenových vůdců, kteří vládli nad jižní Arábií a některými částmi východní Afriky. Do tohoto období je pak zařazována vláda Bilkis, legendární Královny ze Sáby o jejíž návštěvě Jeruzaléma se zmiňuje Bible i Korán. Toto první období starověkých jemenských dějin končí s příchodem písma v 9. století před naším letopočtem, jež díky kontaktům s palestinskými přístavy pocházelo od Féničanů a dovolilo Arabům zaznamenávat své dějiny. Protože jihoarabská písma jsou fénického původu, jsou tak příbuzná hebrejskému písmu, řecké alfabetě i latince.

## Sábejské království (8. století př. n. l.-275 n. l.)

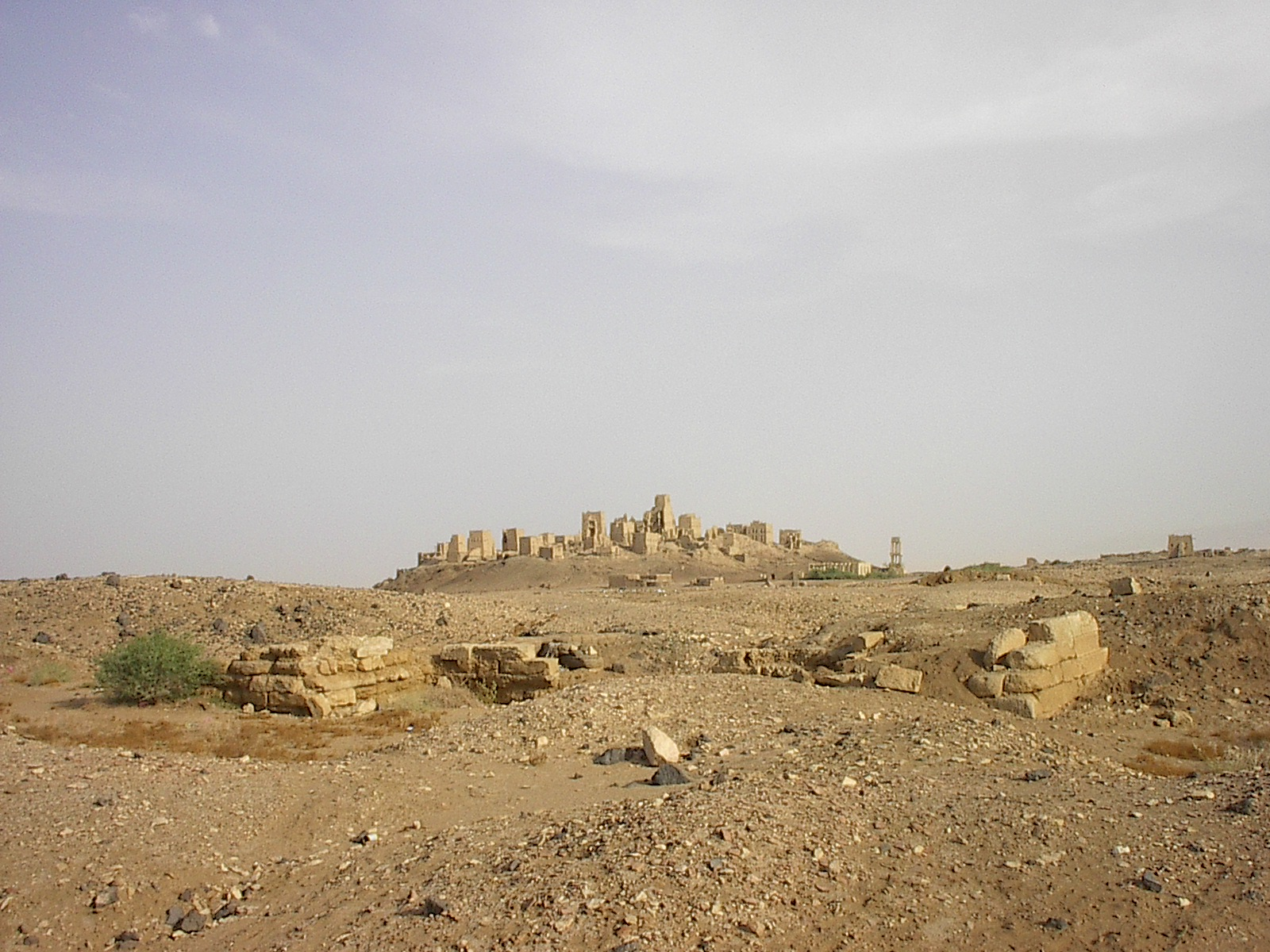
Ruiny starověkého Maribu

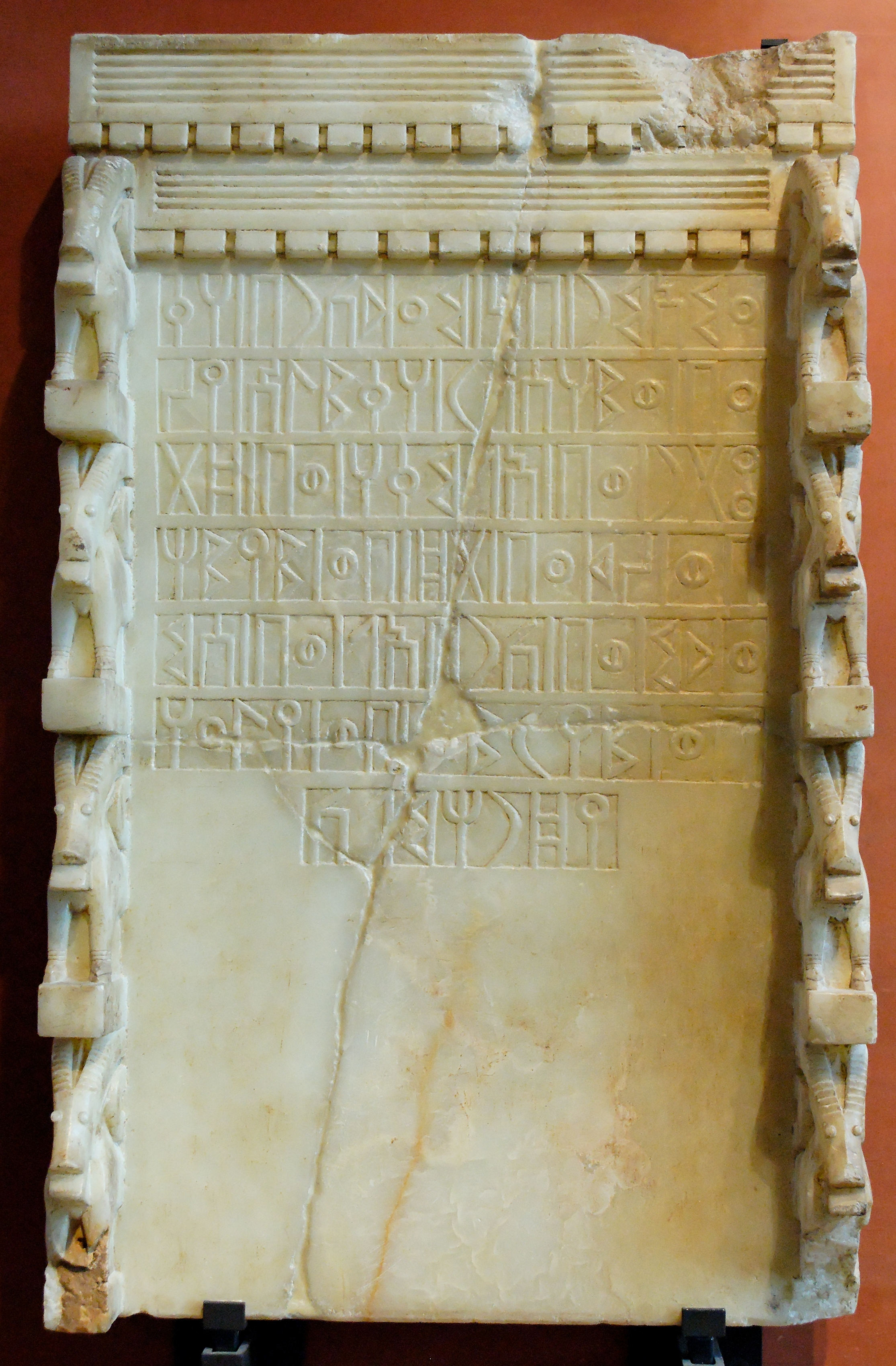
Sábský kamenný nápis ze 7. století adresovaný měsíčnímu bohu Alkmakovi, zmiňující jména dalších pěti jihoarabských bohů

Během nadvlády Sábů v jižní Arábii kvetl obchod i zemědělství, což zajišťovalo všeobecnou prosperitu. Království Sábů se rozkládalo přibližně v dnešní oblasti Asír na jihozápadě Jemenu a hlavní město království, Marib, se nachází několik kilometrů od hlavního města dnešní Jemenské arabské republiky Saná. Podle staré arabské tradice město Marib založil nejstarší Noemův, Šém.
Během sabejské vlády nazývali Římané, okouzlení bohatstvím a prosperitou, jižní Arábii Arabia Felix. Římský císař Augustus proti jižní Arábii vyslal vojenskou expedici, která měla oblast podrobit římské svrchovanosti. Římské legie vedl prefekt Egypta Aelius Gallus; Římany také doprovázely židovské pomocné sbory judského krále Heroda Velikého. Římané oblehli Marib, avšak obléhání se nezdařilo a zatímco římské rudomořské loďstvo zničilo přístav Aden, aby umožnili římským obchodníkům volný průchod do Indie, Aelius Gallus se stáhl zpět do Egypta. Předpokládá se, že židovští bojovníci se do vlasti již nevrátili a zůstali v Jemenu, kde se usadili, což je pravděpodobně základ legendy habbanských Židů, kteří se pokládají za potomky židovských osadníků, kteří do Jemenu přišli ještě před zničením Druhého chrámu.
Úspěch Sábejského království byl založen především na kultivaci a obchodu s kořením a dalšími aromáty, například kadidlem a myrhou. Zboží se vyváželo pomocí velbloudích karavan Arábií do Středomoří a námořní cestou do Indie i Aksumu, kde bylo mnohými kulturami vysoce ceněno. Díky vyspělému zavlažovacímu systému, skládajícího se z velkých vodních tunelů v horách a přehrad, jemenské zemědělství prospívalo. Nejpůsobivější z těchto staveb byla Maribská přehrada, postavená kolem roku 700 před naším letopočtem a která poskytovala zavlažování až 25,000 akrům (101 km²) zemědělské půdy více než tisíc let, kdy se roku 570 po staletích zanedbávání protrhla a zhroutila.
Sábejské království se svým hlavním městem Maribem, které je možno spatřit dodnes, existovalo 1400 let a mnohdy se považuje za tutéž Sábu, která je zmíněna ve Starém zákoně, například knize proroka Izajáše:
| „                             | Stádo velbloudů přikryje tě, a dromedáři Madianští a Efejští, všickni ti z Sáby přijdou, zlato a kadidlo přinesou, a chvály Hospodinovy zvěstovati budou. | “ |
| — Izajáš podle Bible Kralické | |   |

## Hadramautské království (8. století př. n. l.–300)

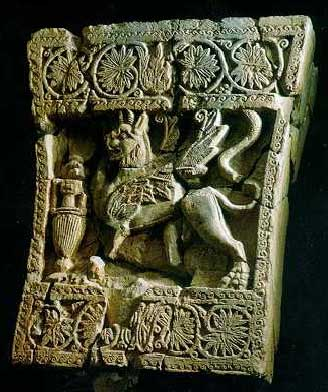
Gryf pocházející z královského paláce v Šabue, hlavního města Hadramautu

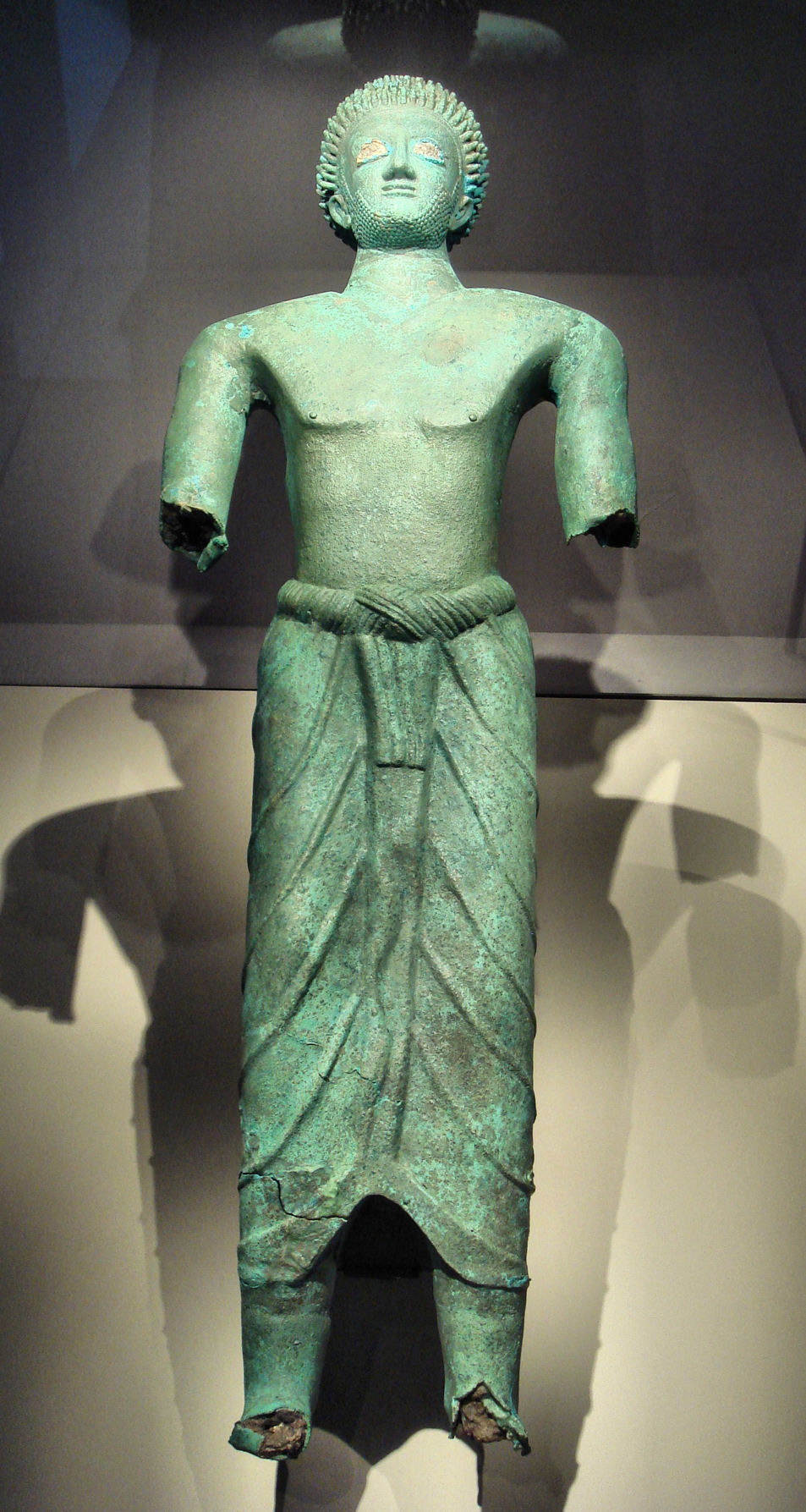
„Bronzový muž“ nalezený v al-Bajdě, starověkém Naškumu v Jemenu (6.–5. století př. n. l., Louvre

První známé zmínky o Hadramautském království pocházejí z 8. století před naším letopočtem; první zmínka nepochází však od samotných Hadramautů, ale ze starosábského nápisu Karab'il Watarova z počátku 7. století př. n. l., kde je hadramautský král Jada'il zmiňován jako jeden z Karab'il Watarových spojenců. Když ve 4. století před naším letopočtem ovládli karavanními trasy Mi'ňané, stalo Hadramautské království jedním z mi'ňaských konfederátů, pravděpodobně kvůli obchodním zájmům. Později se Hadramautské království znovu osamostatnilo a ke konci 1. století před naším letopočtem bylo napadeno vzestupujícím Himjarským královstvím, Hadramautové však byli schopni útok odrazit.
V druhé polovině 2. století Hadramautské království připojilo území Katabanu, čímž dosáhlo vrcholu své územní expanze. V tomto období bylo království ve vleklém konfliktu s Himjarem i Sábou; sábejský král Šajrúm Awtar roku 225 dokonce dobyl hlavní město Hadramautů Šabwu. Do jihoarabské politiky také začalo vstupovat africké království Aksum. Aksumský král Gadarat vyslal vojska pod velením svého syna Bejgata ze západního pobřeží Arábie obsadit hlavní město Hijaru Zafár, stejně jako z jihoarabského pobřeží proti Hadramautskému království, jakožto spojenec Sábejského krále Šajrúma Awtara, který s Gadaratem uzavřel po svém nástupu na trůn spojenectví. Poté, co byl Hadramaut dobyt, Šajrúm Awtar se okamžitě spojil s Himjarem proti svému bývalému spojenci Gadaratovi. Mezi himjarsko-sábejskou aliancí a Aksumem vypukla válka. Ačkoliv aksumská vojska utrpěla množství ztrát, Aksum si udržel v jižní Arábii svůj vliv. Po smrti Gadarata byl uzavřen mír, ale za dalších aksumských králů nepřátelství mezi Aksumem a jihoarabskými státy znovu vypuklo a celé třetí století bylo vyplnění jemensko-aksumskými konflikty. Hadramautské království nakonec podlehlo kolem roku 300 himjarskému králi Šammar Juharišovi, který tak pod svou vládou sjednotil všechna jihoarabská království.

## Ausánské království (800 př. n. l.–500 př. n. l.)
Starověké Ausánské království bylo nejmenší z jihoarabských království. Nacházelo se v jižním Jemenu, severně od Adenu. Poloha jeho hlavního města Miswar stále ještě nebyla nalezena. Již kolem roku 700 začal Ausán expandovat na úkor Kabatánu a na západ na úkor Hadramautu; získal také přístup k moři. To umožnilo rozvoj námořního obchodu soustředěném v přístavním městě Tafid a později v Adenu.
Za vlády sabejského krále Karib'ila Watara I. se Ausánské království dostalo do konfliktu se rodící se Sábou, kterou podporoval Kabatán, Hadramaut a městské státy Haram a Kaminahu. Po několika taženích Sábejci Ausán porazili a obsadili. Ausán a jeho vazalové Kahad, Dahas a Tubanaw byli předání pod správu Kabatánského království. Po 4. století před naším letopočtem získal Kabatán na Sábě nezávislost a zdá se, že Ausán, Kahad, Dahas a Tubanaw jsou v kabatánských záznamech vedeny jako nadále kabatánská území. Pouze v prvním století před naším letopočtem se Ausán společně s ostatními kabatánskými državami opět osamostatnil, avšak jen do té doby, než oblast ovládlo Himjarské království.

## Katabán (4. století př. n. l.-200)

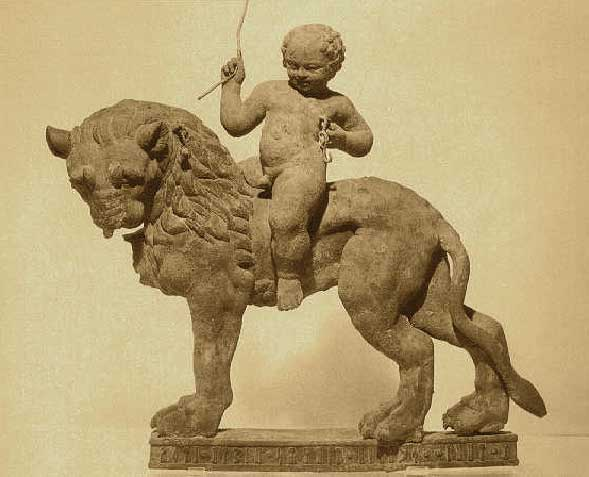
Bronzový lev s jezdcem pocházející z Katabánu přibližně z let 75–50 př. n. l.

Kabatán bylo jedním ze starověkých jemenských království, rozkládající se v Bajhanském údolí. Podobně jako další jihoarabské státy i Kabatán značně bohatl z obchodu s myrhou a kadidlem, které se zapalovaly na oltářích. Hlavní město Kabatanu byla Timna házející se na obchodní stezce procházející dalšími státy, Hadramautem, Sábou a Ma'inem. Hlavním kabatánským božstvem byl Amm, čili „Strýc“ a obyvatelé se tak sami označovali „děti Amma“.

## Ma'ínské království (8. století př. n. l.-100 př. n. l.)

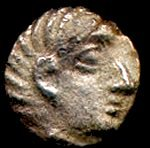
Ma'ínská mince

Ma'ínské království se nacházelo na severozápadě dnešního Jemenu, většina jím ovládaných měst ležela podél Vádí Madhab. Hlavním městem ma'ínského království byla Karna (dnešní město Sada); další důležité město byl Jathill (dnešní jemenské město Barakiš); další části Jemenu ovládal Kabatán a Hadramaut. Ačkoliv v dřívější době oblasti dominovala Sába, ma'ínské nápisy pocházejí ze stejné doby jako první nápisy sábejské. Nicméně ještě před výskytem ma'ínských nápisů se o samotných Ma'íňanech zmiňují jako o „Madhabanech“ (podle Vádí Madhab). Ma'ínské byly kromě území samotného království nalezeny i daleko za jeho hranicemi, například v al-Ula na severozápadě dnešní Saúdské Arábie a dokonce na ostrově Délos a v Egyptě. Ma'ínské království bylo prvním jihoarabským státem, který zanikl a ma'ínský jazyk vymřel přibližně kolme roku 100 našeho letopočtu.

## Himjarské království (2. století př. n. l.–525)
V oblasti jižní Arábie se sjednotili Himjarové a ovládli Rudé moře, včetně pobřeží a Adenského zálivu. Ze svého hlavního města vysílali himjarští králové vysílali úspěšné vojenské výpravy, které rozšiřovali jejich vliv až do oblasti Perského zálivu a Arabské pouště na severu.

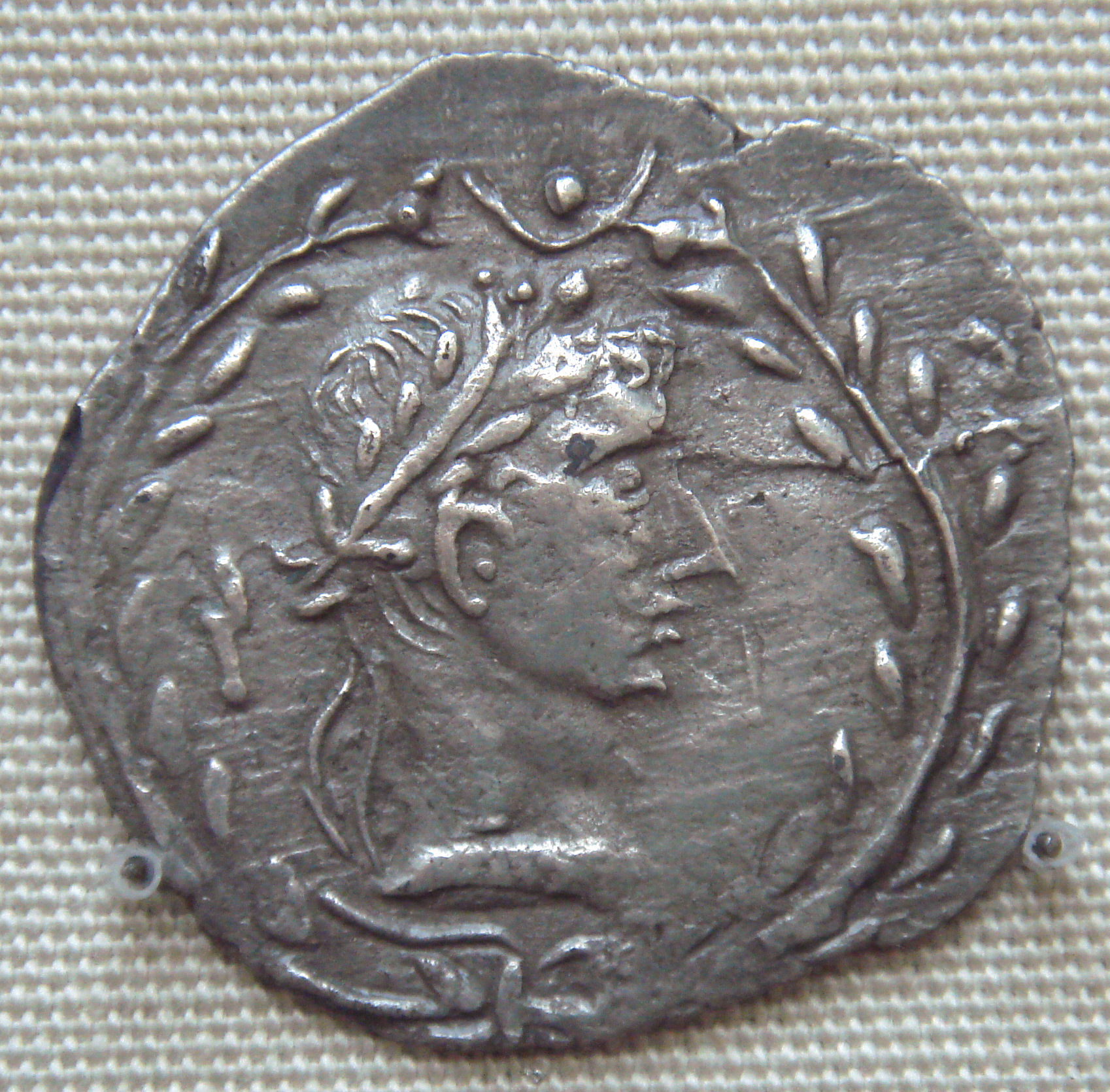
Himjarská mince vyražená podle vzoru římských mincí za vlády císaře Augusta

Během třetího století na jiho Arabského poloostrova zuřily války jednotlivých království. Aksumský král Gadarat se začal vměšovat do jihoarabských záležitostí a uzavřel spojenectví se Sábou a podle himjarských textů se k alianci připojil také Kataban a Hadramaut. Aksumská vojska tak byla schopna v první čtvrtině 3. století dobýt hlavní město Himjaru Zafar. Alaince však byla křehká a sábejský král Šajr Awtar se obrátil proti Hadramau a s aksumskými spojenci dobýt jeho hlavní město roku 225. Vzápětí se Sába spojila s Himjarem a společně obě království napadly nově dobytá aksumská teritoria, dobyla od Etiopů Zafar, který držel Gadaratův syn BYGT, a zatlačily aksumská vojska až do Tihamy.
Himjarské království se poté vrátilo do svého hlavního města Zafaru (dnes v současnosti malá vesnice v oblasti Ibb) a postupně pod svou vládu připojilo Sábu. Obchod království se soustředil v přístavu Mawza'a na rudomořském pobřeží. Díky kontrole Rudého moře se Himjar stal předmětem zájmu Byzantské říše, která chtěla ovládnout trasy ze Středomoří do Indie. Byzantinci doufali v christianizaci pohanských Arabů a jejich ovládnutí, avšak přes dílčí úspěchy v severní Arábii byli vyhlídky na úspěch v Himjaru malé.

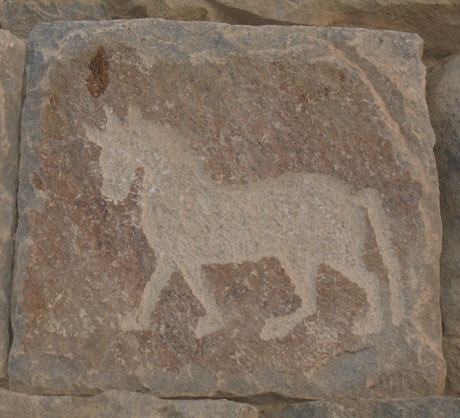
Nástěnný výjev z al-Uchdudu, jenž byl centrem křesťanství v Himjaru až do roku 525

Kolem roku 500 vytáhl himjarský král Abú Kariba proti Jathribu, kde většina obyvatel vyznávala judaismus. Abú Kariba se nakonec rozhodl s jathribskými židovskými Araby nebojovat, ale učit se od nich náboženství; zpátky do Himjari se vrátil doprovázen dvěma rabíny a posléze konvertoval k judaismu. K judaismu se pak přiklonili i mnozí obyvatelé – po staletích tak opět vznikl nezávislý židovský stát. S přijetím židovství se Himjarské království nejspíš politicky orientovalo na Persii spíše, než na křesťanskou Byzanc. Himjarský král Dhú Novas, zvaný též hebrejsky Jusúf, se proti Byzantské říši, kvůli její protižidovské politice, otevřeně postavil a zakázal byzantským obchodníkům průjezd hijarským teritoriem. Sám však také křesťanství pronásledoval, ničil kostely a perzekvoval křesťany. Byzantský císař Justinus, který byl ve válce s Persií, si netroufal na přímou vojenskou akci na jihu Arábie a spojil se proto s křesťanskou Aksumskou říši, která stále ještě měla državy v Arábii a byla uznávanou velmocí. Etiopové s Jusúfem vybojovali dvě bitvy, kdy se jim podařilo himjarská vojska , Jusúfa v bitvě zabít a zlomit moc židovského království. Roku 525 tak himjarské království zaniklo.

## Aksumské království (520–570 n. l.)
Kolem roku 517, či 518 se v himjarském království chopil moci židovský král Dhú Novas. Podle Pseudo-Zachariáše z Mytileny (asi 6. století) se Dhú Novas stal králem, protože jeho předchůdce Ma`adkaríb Ja`fúr zemřel v zimě, když Etiopové nemohli přejít Rudé moře a na himjarský trůn dosadit sobě loyálního krále. Ma`adkaríb Ja`fúrovo dlouhý titul však nechává na pochybách. Jakmile Dhú Novas uchopil moc, zaútočil na aksumskou posádku v Zafaru, himjarském hlavním městě, mnoho Etiopů zabil a zničil zdejší křesťanský kostel. Aksumský král Kaleb se dozvěděl o Dhú Novasově perzekucích křesťanů a Etiopů a, podle Prokopia, byl povzbuzován svým spojencem byzantským císařem Justinem. Ten Kaleba požádal o odříznutí zásob hedvábí jako součást ekonomické války se Sásánovskou Persií.

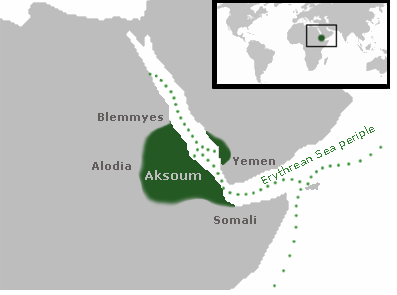
Aksumské království

Král Kaleb vyslal aksumské námořnictvo do Rudého moře a jeho armáda o síle 120 000 mužů byla schopna porazit himjarská vojska a, podle nápisu z Hisn al-Ghurab, Dhú Novase v bitvě zabít, zatímco podle arabské tradice vjel se svým koněm do moře. Kaleb v dobytém Himjaru dosadil rodilého Himjarana Sumjafu Ašuu do pozice místokrále, který vládl až do roku 525, kdy byl Sumjafa Ašua sesazen aksumským generálem (nebo vojákem a bývalým otrokem) Abrahou za pomoci nespokojených aksumských vojáků. Podle pozdějších arabským pramenů Kaleb jako odplatu vyslal 3000 vojáků, ale vojáci se vzbouřili a zabili svého vojevůdce a druhý pokus Kaleboi armády Abraha rovněž odrazil. Podle pozdějších etiopských pramenů Kaleb abdikoval, aby dožil zbytek života v klášteře; svou korunu nechal odeslat do Chrámu Božího hrobu v Jeruzalémě. Jeho nástupcem se stal Alla Amidas; nápisy Sumjafy Ašuy se zmiňují o dvou králích, což může znamenat, že před Kalebovou abdikací ve prospěch Ally Amidase jistý čas vládli společně.
Prokopios z Kaisareie zaznamenal, že Abraha se později poddal Kalebovu nástupci, protože nápisy z roku 543 tvrdí, že Aksumská říše svá jihoarabská území předtím přímo kontrolovala. Během své vlády Abraha nechal roku 543 opravit Maribskou přehradu a přijal poselstva Perské říše i Byzance, kteří podle Jana z Efesu žádali propuštění biskupů uvězněných v Nisbisu. Abraha vládl až do roku 547, kdy po něm na trůn nastoupil jeho syn Aksum (v arabských textech zvaný Jaksum). Aksum je z nejasného důvodu nazýván jako „ma'áfirský“, podle oblasti v jihozápadní Arábii; podle nápisů z Maribské přehrady po Aksumovi nastoupil jeho bratr Masruk. Aksumské panství v jižní Arábii skončilo s invazí staršího perského generála Vahrize roku 570, který, podle legendy, slavně zabil Masruka svou dobře mířenou střelou z luku.
Pozdější arabské zdroje také uvádějí, že Abraha nechal v Saná postavit velký kostel, zvaný al-Kulajs, aby odlákal poutníky směřující ke Kábě do Mekky a zemřel v poté, co se vrátil z neúspěšného tažení proti Mekce. Přestože bylo tažení neúspěšné, válečný slon přítomný v etiopské armádě udělal na Araby takový dojem, že rok obléhání Mekky nazývali am al-fíl – rok slona. Přesná chronologie těchto raných válek není přesně známa; v roce 525 se dobové nápisy zmiňují o smrti himjarského krále, což mohl být aksumský místokrál Sumjafa Ašua, nebo král Dhú Novas. Pozdější arabští historikové se také zmiňují o střetu mezi Abrahou a dalším aksumským generálem jménem Arjat v roce 525.

## Perská nadvláda (570–630)
Sásánovský velkokrál Husrav I. vyslal armádu pod velením generála Vahríze, který za pomoci polomýtického himjarského krále Sajfa ibn Dhí Jazána vytlačil Etiopy z Jemenu. Roku 578 byla jižní Arábie v perských rukou; ta se stala perským územím a zdejší jemenské státy perskými vazaly. Později v letech 597–598 byla do Jemenu vyslána další vojenská expedice a jižní Arábie se přeměnila v perskou provincii v čele s perským satrapou. Jižní Arábie se de iure stala perskou provincií, ale poté, co Peršané nechali Sajfa ibn Dhí Jazána zavraždit, Jemen se rozpadl na řadu samosprávných království.
Tento vývoj byl důsledkem expanzivní politiky velkokrále Husrava II. Parvéze, který se snažil zabezpečit perské hranice v jižní Arábii. Po Husravově smrti roku 628 zdejší perský místodržící Badhán přestoupil k islámu a Jemen se stal součástí jednotného muslimského arabského státu.